# Gespikkelde regenwoudboomspin
De gespikkelde regenwoudboomspin (Avicularia juruensis) is een spin uit de familie vogelspinnen (Theraphosidae) en lid van het geslacht Avicularia. Deze spin treft men voornamelijk aan in Brazilië.
De spin heeft op eerste helft van de voorste poten olijfgroene beharing, op de achterste donkerbruine beharing. Tussen elk segment van de poten zit een donkergele streep. De rest van de beharing is overwegend grijs. Het kopborststuk is olijfgroen met in het midden strepen die in verschillende richtingen staan. Het achterlijf is beige behaard.